# Taltushtuntude
Taltushtuntude (Taltushtuntede, Galice, Galice Creek), maleno pleme iz grupe Pacifičkih Atapaska čiji se teritorij prostirao od gornjeg i srednjeg toka rijeke Rogue, odnosno na pritoci Galice u Oregonu. Pleme je po jeziku najsrodnije Applegate ili Dakubetede Indijancima. Godine 1856. smješteni su pod imenom Galice Creek na rezervat Siletz gdje ih je 1877. preostalo 18; Grupa Galice je 1937. imala 42 pripadnika, da bi im broj 1945. opet spao na 10. 
Galice su sami sebe nazivali Taltushtuntude, nažalost značenje riječi nije poznato. Prema lokalitetu dobili su naziv Galice. Alsea Indijanci zvali su ih Kű-lis'-kitc hitc'lűm. Naziv rijeci Galice Creek, dan je u spomen francuskom rudaru Louisu Galiceu.

Potomaka možda imaju na rezervatu Siletz. 